# Adolf Ungers industriaktiebolag
Adolf Ungers Industriaktiebolag var en industri i Lottefors belägen strax norr om Bollnäs som bildades 1899 av riksdagsman Adolf Unger. Aktiebolaget övertogs 1929.  
Unger hade sedan 1881 drivit Lottefors Bruk i Hälsingland tillsammans med sin bror häradshövding Magnus Unger. 1889 övertog Adolf Unger ensam rörelsen och 1899 ombildades det gamla bolaget till Aktiebolag under namnet Adolf Ungers Industriaktiebolag.

## 1875–1890
Tidig historik: 1875 köpte Adolf Ungers bror Anders Unger (1836–1910), Lottefors Bruk med tillhörande fastigheter i Hälsingland för 70 000 kronor. Han byggde en såg och påbörjade anläggande av hyvleri- och snickerifabrik. 1881 överlät han så företaget på två av sina bröder, häradshövdingen Magnus Unger och bruksägaren Adolf Unger som tillsammans drev företaget till 1889, då Adolf Unger ensam övertog rörelsen och uppförde en trämassefabrik.

## 1890–1900
År 1893 tillträdde Adolf Ungers son, Bernt (Bernhard) Unger, född 1869, som ingenjör och förvaltare vid Lottefors Bruk. Samma år inköptes Forsön i Arbrå med åtskilliga vattenfallsandelar. År 1894 köptes Arbrå Mekaniska Verkstads AB och Lundnäs Tegelbruk & Kakelfabrik. År 1899 ombildades som beskrivits ovan Lottefors Bruk till Aktiebolag under namnet Adolf Ungers Industriaktiebolag. Samtliga aktieägare var medlemmar av familjen Unger med Adolf Unger som ensam styrelse och Bernt (Bernhard) Unger som verkställande direktör.

## 1900–1915
År 1902 uppfördes i Arbrå en ny kakelfabrik, till vilken den kraftigt ökade kakelproduktionen därefter helt förlades, men på grund av bristande lönsamhet de följande åren nedlades fabriken 1912. År 1904 gavs tillstånd att bygga en bro över Ljusnan vid Lottefors och det uppfördes ett nytt sågverk. I mitten av maj 1906 inträffade en översvämningskatastrof, som ödelade maskinrum med skorsten samt torkrum och renseri. Även sten-dammarna spolierades åtskilligt. Fabriken återuppbyggdes och även trämassefabriken utvidgades och moderniserades. År 1906 såldes Arbrå Mekaniska Verkstads AB till Förenade Elektriska Aktiebolaget. Tillverkningen av träbearbetningsmaskiner undantogs dock och överflyttades till Lottefors. Bernt Unger träffade 1907 överenskommelse med övriga aktieägare om övertagande av nästan alla aktier i bolaget. Senare inköptes Wallsta Ångsågs AB med dotterbolaget Midnäs Trävaru AB samt Lörstrands och Milåfors sågverk i Järvsö.

## 1915–1930
Avveckling av Industriaktiebolaget: Enligt kontrakt av den 6 december 1917 överlät Bernt Unger bolaget på P Wigelius, som representerade ett konsortium. Året efter såldes AB Arbrå Kakelfabrik till Barnängens Tekniska Fabrik. Samma år avyttrades Lörstrands Ångsåg och Midnäs Trävaru AB samt Wallsta Ångsågs AB trädde i likvidation. Under 1919 fortsatte avvecklingen, så att rörelsen inom kort kom att omfatta endast sågen, massafabriken och mekaniska verkstaden i Lottefors. Konsortieföretagen sammanslogs 1920 till ett företag och förvaltningen av Adolf Ungers Industriaktiebolag sammanslogs 1926 med detta bolag. År 1929 förvärvade Långrörs AB hela aktiestocken i Adolf Ungers Industriaktiebolag.